# Josef Koch (Mediziner, 1933)
Josef Adolf Michael Koch (* 19. März 1933 in Leinefelde; † 2. Dezember 2021) war ein deutscher Kieferchirurg, Zahnmediziner und Allgemeinmediziner. Er habilitierte sich als Schüler von Wolfgang Rosenthal.

## Leben
Koch wurde geboren als Sohn eines niedergelassenen Zahnarztes und wuchs mit zwei Brüdern und zwei Schwestern auf. Während des Zweiten Weltkriegs zog die ausgebombte mütterliche Verwandtschaft aus Köln mit in den elterlichen Haushalt. Sein älterer Bruder kam als 1. Wachoffizier eines U-Bootes Ende April 1945 ums Leben.
Nach dem zahnärztlichen Staatsexamen und der Promotion 1956 an der Universität Leipzig arbeitete er im St. Vincenz-Krankenhaus Heiligenstadt (seit 2002 Eichsfeld Klinikum). In dieser Zeit betreute er auch das St. Johannesstift in Ershausen. Nach Beendigung seines Medizinstudiums promovierte er 1958 in diesem Bereich. Seine Pflichtassistenzzeit leistete er am Kreiskrankenhaus Mühlhausen ab.
Er schlug zunächst die Facharztausbildung zum Gynäkologen und Geburtshelfer ein, weigerte sich aber wie auch sein Oberarzt Schwangerschaftsabbrüche durchzuführen, und fand dann zum Januar 1960 eine Ausbildungsstelle an der Wolfgang-Rosenthal-Klinik Thallwitz (1994 geschlossen) im Bereich Kieferorthopädie, wo er bis Ende 1973 tätig war.
1963 leistete er einen Beitrag zur internationalen Nomenklatur für die Kieferchirurgie. Sein berufliches Wirken galt der Lippen-Kiefer-Gaumenspalte. Bis August 1968 war er Leiter der Dokumentationsabteilung, danach wurde er unter der Bezeichnung „Oberarzt der Klinik“ de jure Chefarzt der kieferchirurgischen Abteilung. 1971 erhielt er den Rudolf-Virchow-Preis.
Am 31. Dezember 1973 wurde er aus politischen Gründen fristlos von Seiten der Klinik gekündigt. Zugleich erhielt er sowohl Haus- als auch Berufsverbot. Kurz darauf erfolgte die Ausweisung aus der DDR. Später gründete er das Kompetenzzentrum für Lippen-, Kiefer-, Gaumen-, Nasenfehlbildungen in der DRK-Kinderklinik Siegen. Ab 1978 setzte er sich für die Weiterentwicklung der (Re-)Habilitation Betroffener ein; zunächst am Friedrich-Zimmer-Krankenhaus Herborn und der Justus-Liebig-Universität Gießen. 1981 gründete er die Wolfgang Rosenthal-Gesellschaft. 2011 schrieb er das Buch Die „Wolfgang-Rosenthal-Klinik“ Thallwitz 1943-1994 über das Thallwitzer Klinikum. Er wurde 2004 mit dem Bundesverdienstkreuz am Bande für seine langjährige Arbeit an den Lippen-Kiefer-Gaumenspalte-Fehlbildungen ausgezeichnet. Zuletzt wohnte er in Holzhausen (Greifenstein).

## Veröffentlichungen (Auswahl)
- Die „Wolfgang-Rosenthal-Klinik“ Thallwitz 1943-1994. Leipziger Universitätsverlag, 2011.